# Wilhelm Dieckvoß
| (4297) Eichhorn                                                                                               | 19 de abril de 1938 |
| NOTA: Datos consultados el 30 de abril de 2013. Solamente se incluyen asteroides con denominación definitiva. |                     |

Wilhelm Dieckvoß (también escrito en ocasiones como Dieckvoss) (Hamburgo, 5 de octubre de 1908 - ibídem, 31 de diciembre de 1982) fue un astrónomo y astrofísico alemán.

## Biografía
Dieckvoß se educó en Hamburgo, su ciudad natal, donde comenzó a estudiar astronomía, matemáticas y física en 1927, presentando su tesis sobre la Determinación Fotográfica de la Absorbancia Atmosférica en 1934. Trabajó a continuación en el Observatorio de Hamburgo-Bergedorf como profesor hasta su jubilación en 1975, y también después.

## Carrera
Su trabajo abarcó investigaciones sobre astrometría; el movimiento propio de las estrellas; la rotación de las galaxias y de la Vía Láctea (la determinación de las Constantes de Oortschen); el movimiento del sistema solar alrededor de la galaxia de la Vía Láctea; estrellas variables; astrometría de asteroides, cometas, y Plutón; la verificación del efecto relativista de la lente gravitaria; la determinación de la velocidad de la luz; y cosmología. Fue autor de un extenso trabajo en la dirección y publicación de los catálogos estelares AGK2 y AGK3, para lo que se fotografió todo el cielo visible desde Hamburgo y se cotejó con placas antiguas, determinándose aproximadamente la posición exacta y los movimientos propios de 300.000 estrellas.
En 1938 descubrió desde el Observatorio de Hamburgo-Bergedorf los asteroides (4297) Eichhorn y (5927) 1938HA.

## Honores
- Karl Wilhelm Reinmuth descubrió en 1931 desde Heidelberg el asteroide (1706) Dieckvoss, al que se denominó con este nombre en su honor.